# Northern Premier League 2014–15
Northern Premier League 2014–15 là mùa giải thứ 47 của hệ thống giải đấu Northern Premier League Premier Division và là mùa giải thứ 7 của hai giải đấu Northern Premier League Division One North và South. 
Nhà tài trợ chính của mùa giải 2014–15 đó là Evo-Stik.

## Premier Division
Sáu đội bóng thay đổi:
- Belper Town, thăng hạng thông qua thi đấu play-off giải NPL Division One South
- Curzon Ashton, thăng hạng nhờ vô địch giải NPL Division One North
- Halesowen Town, thăng hạng nhờ vô địch giải NPL Division One South
- Ramsbottom United, thăng hạng thông qua thi đấu play-off giải NPL Division One North
- Stourbridge, chuyển từ Southern League Premier Division
- Workington, xuống hạng từ Conference North

### Bảng xếp hạng
| VT | Đội                                               | Tr | T  | H  | B  | BT | BB | HS  | Đ  | Lọt vào hoặc xuống hạng                                                                      |
| -- | ------------------------------------------------- | -- | -- | -- | -- | -- | -- | --- | -- | -------------------------------------------------------------------------------------------- |
| 1  | Bản mẫu:Fb team F.C. United of Manchester (C) (P) | 46 | 26 | 14 | 6  | 78 | 37 | +41 | 92 | Lên chơi tạiNational League North                                                            |
| 2  | Bản mẫu:Fb team Workington                        | 46 | 27 | 9  | 10 | 63 | 39 | +24 | 90 | Đủ điều kiện tham dựPlay-offs                                                                |
| 3  | Bản mẫu:Fb team Ashton United                     | 46 | 24 | 12 | 10 | 75 | 54 | +21 | 84 | Đủ điều kiện tham dựPlay-offs                                                                |
| 4  | Bản mẫu:Fb team Curzon Ashton (O) (P)             | 46 | 23 | 14 | 9  | 79 | 46 | +33 | 83 | Đủ điều kiện tham dựPlay-offs                                                                |
| 5  | Bản mẫu:Fb team Ilkeston                          | 46 | 22 | 15 | 9  | 79 | 56 | +23 | 81 | Đủ điều kiện tham dựPlay-offs                                                                |
| 6  | Bản mẫu:Fb team Blyth Spartans                    | 46 | 21 | 16 | 9  | 84 | 54 | +30 | 79 |                                                                                              |
| 7  | Bản mẫu:Fb team Skelmersdale United               | 46 | 21 | 10 | 15 | 58 | 48 | +10 | 73 |                                                                                              |
| 8  | Bản mẫu:Fb team Barwell                           | 46 | 21 | 10 | 15 | 69 | 63 | +6  | 73 |                                                                                              |
| 9  | Bản mẫu:Fb team Rushall Olympic                   | 46 | 21 | 9  | 16 | 76 | 64 | +12 | 72 |                                                                                              |
| 10 | Bản mẫu:Fb team Buxton                            | 46 | 18 | 17 | 11 | 70 | 57 | +13 | 71 |                                                                                              |
| 11 | Halesowen Town                                    | 46 | 13 | 20 | 13 | 56 | 48 | +8  | 59 |                                                                                              |
| 12 | Bản mẫu:Fb team Grantham Town                     | 46 | 15 | 14 | 17 | 64 | 72 | −8  | 59 |                                                                                              |
| 13 | Bản mẫu:Fb team Whitby Town                       | 46 | 14 | 16 | 16 | 56 | 63 | −7  | 58 |                                                                                              |
| 14 | Bản mẫu:Fb team Matlock Town                      | 46 | 15 | 11 | 20 | 57 | 60 | −3  | 56 |                                                                                              |
| 15 | Bản mẫu:Fb team Nantwich Town                     | 46 | 16 | 7  | 23 | 61 | 76 | −15 | 55 |                                                                                              |
| 16 | Bản mẫu:Fb team Stourbridge                       | 46 | 14 | 11 | 21 | 59 | 72 | −13 | 53 |                                                                                              |
| 17 | Bản mẫu:Fb team Ramsbottom United                 | 46 | 15 | 8  | 23 | 66 | 80 | −14 | 53 |                                                                                              |
| 18 | Bản mẫu:Fb team King's Lynn Town                  | 46 | 14 | 10 | 22 | 60 | 81 | −21 | 52 | Transferred to the Southern League Premier Division                                          |
| 19 | Bản mẫu:Fb team Frickley Athletic                 | 46 | 12 | 14 | 20 | 60 | 73 | −13 | 50 |                                                                                              |
| 20 | Bản mẫu:Fb team Stamford                          | 46 | 13 | 11 | 22 | 56 | 75 | −19 | 50 |                                                                                              |
| 21 | Bản mẫu:Fb team Marine                            | 46 | 11 | 16 | 19 | 58 | 69 | −11 | 49 | Reprieved from relegation, as Level 6 was one team short after the demise of Salisbury City. |
| 22 | Bản mẫu:Fb team Witton Albion (R)                 | 46 | 14 | 7  | 25 | 58 | 86 | −28 | 49 | Xuống chơi tạiNPL Division One North/South                                                   |
| 23 | Bản mẫu:Fb team Trafford (R)                      | 46 | 6  | 15 | 25 | 58 | 93 | −35 | 33 | Xuống chơi tạiNPL Division One North/South                                                   |
| 24 | Bản mẫu:Fb team Belper Town (R)                   | 46 | 6  | 14 | 26 | 62 | 96 | −34 | 32 | Xuống chơi tạiNPL Division One North/South                                                   |

Cập nhật đến 25 April 2015
Nguồn: 
Quy tắc xếp hạng: 1. Điểm; 2. Hiệu số bàn thắng; 3. Số bàn thắng.
(VĐ) = Vô địch; (XH) = Xuống hạng; (LH) = Lên hạng; (O) = Thắng trận Play-off; (A) = Lọt vào vòng sau. 
Chỉ được áp dụng khi mùa giải chưa kết thúc: 
(Q) = Lọt vào vòng đấu cụ thể của giải đấu đã nêu; (TQ) = Giành vé dự giải đấu, nhưng chưa tới vòng đấu đã nêu.

### Play-offs
|  | Bán kết | Bán kết       | Bán kết  | Bán kết | Bán kết |  |   | Chung kết     | Chung kết | Chung kết |
|  |         |               |          |         |         |  |   |               |           |           |
|  | 2       | Workington    |          |         |         |  |   |               |           |           |
|  | 5       | Ilkeston      |          |         |         |  |   |               |           |           |
|  |         |               |          |         |         |  | 4 | Curzon Ashton | 1         |           |
|  |         | 5             | Ilkeston | 0       |         |  |   |               |           |           |
|  | 3       | Ashton United |          |         |         |  |   |               |           |           |
|  | 4       | Curzon Ashton |          |         |         |  |   |               |           |           |

#### Bán kết
| 28 tháng 4 năm 2015 | Workington | 0–1 | Ilkeston     | Borough Park, Workington |  |
| 19:45               |            |     | Richards 56' | Lượng khán giả: 1,391    |  |

| 28 tháng 4 năm 2015                | Ashton United | 1–1 (s.h.p.) (2–4 p)                     | Curzon Ashton | Hurst Cross, Ashton-under-Lyne |  |
| 19:45                              | Baguley 7'    |                                          | Brooke 80'    | Lượng khán giả: 1,049          |  |
|                                    |               | Loạt sút luân lưu                        |               |                                |  |
| Johnson · Young · Leadbitter · Gee |               | Thornton · Hunt · Walker · Guest · Stott |               |                                |  |

#### Chung kết
| 2 tháng 5 năm 2015 | Curzon Ashton | 1–0 | Ilkeston | Tameside Stadium, Ashton-under-Lyne |  |
| 15:00              | Woodford 18'  |     |          | Lượng khán giả: 1,212               |  |

### Các kết quả chi tiết
| S.nhà ╲ S.khách                           | Bản mẫu:Fb team Ashton United | Bản mẫu:Fb team Barwell | Bản mẫu:Fb team Belper Town | Bản mẫu:Fb team Blyth Spartans | Bản mẫu:Fb team Buxton | Bản mẫu:Fb team Curzon Ashton | Bản mẫu:Fb team F.C. United of Manchester | Bản mẫu:Fb team Frickley Athletic | Bản mẫu:Fb team Grantham Town | HAL | Bản mẫu:Fb team Ilkeston | Bản mẫu:Fb team King's Lynn Town | Bản mẫu:Fb team Marine | Bản mẫu:Fb team Matlock Town | Bản mẫu:Fb team Nantwich Town | Bản mẫu:Fb team Ramsbottom United | Bản mẫu:Fb team Rushall Olympic | Bản mẫu:Fb team Skelmersdale United | Bản mẫu:Fb team Stamford | Bản mẫu:Fb team Stourbridge | Bản mẫu:Fb team Trafford | Bản mẫu:Fb team Whitby Town | Bản mẫu:Fb team Witton Albion | Bản mẫu:Fb team Workington |
| Bản mẫu:Fb team Ashton United             |                               | 3–1                     | 4–3                         | 3–0                            | 1–1                    | 2–2                           | 0–2                                       | 2–2                               | 2–0                           | 1–0 | 0–2                      | 3–1                              | 2–2                    | 2–0                          | 3–1                           | 1–0                               | 1–2                             | 1–0                                 | 0–1                      | 3–0                         | 1–1                      | 1–0                         | 2–1                           | 3–2                        |
| Bản mẫu:Fb team Barwell                   | 1–0                           |                         | 1–0                         | 2–1                            | 1–2                    | 1–1                           | 0–0                                       | 2–2                               | 3–0                           | 0–1 | 2–1                      | 4–3                              | 2–1                    | 1–3                          | 3–2                           | 3–4                               | 3–1                             | 2–0                                 | 1–0                      | 2–2                         | 2–0                      | 1–0                         | 0–2                           | 1–2                        |
| Bản mẫu:Fb team Belper Town               | 2–2                           | 2–2                     |                             | 3–4                            | 1–1                    | 2–0                           | 1–3                                       | 2–0                               | 1–2                           | 2–1 | 2–3                      | 3–3                              | 2–2                    | 3–3                          | 1–4                           | 1–2                               | 0–3                             | 1–1                                 | 2–3                      | 0–4                         | 2–0                      | 0–2                         | 5–0                           | 1–2                        |
| Bản mẫu:Fb team Blyth Spartans            | 1–1                           | 1–1                     | 2–0                         |                                | 0–1                    | 2–1                           | 0–1                                       | 1–1                               | 2–1                           | 2–1 | 0–1                      | 3–2                              | 1–2                    | 0–0                          | 2–1                           | 4–0                               | 3–3                             | 1–1                                 | 4–1                      | 2–0                         | 1–0                      | 2–2                         | 2–1                           | 1–0                        |
| Bản mẫu:Fb team Buxton                    | 2–3                           | 1–1                     | 5–1                         | 2–3                            |                        | 2–1                           | 1–1                                       | 4–0                               | 5–1                           | 2–1 | 1–1                      | 1–1                              | 1–1                    | 3–2                          | 0–1                           | 1–1                               | 0–3                             | 1–2                                 | 1–2                      | 4–1                         | 3–2                      | 1–1                         | 0–3                           | 1–1                        |
| Bản mẫu:Fb team Curzon Ashton             | 3–2                           | 4–1                     | 2–2                         | 1–1                            | 0–0                    |                               | 0–4                                       | 3–0                               | 2–4                           | 4–1 | 4–0                      | 4–0                              | 1–0                    | 3–0                          | 0–1                           | 1–0                               | 2–3                             | 2–0                                 | 3–1                      | 3–0                         | 2–1                      | 3–0                         | 2–1                           | 0–0                        |
| Bản mẫu:Fb team F.C. United of Manchester | 3–0                           | 3–1                     | 2–2                         | 0–0                            | 1–1                    | 1–1                           |                                           | 3–2                               | 3–1                           | 1–0 | 2–2                      | 3–1                              | 5–2                    | 0–0                          | 2–1                           | 3–1                               | 1–0                             | 1–2                                 | 3–1                      | 1–0                         | 3–0                      | 2–0                         | 4–0                           | 1–0                        |
| Bản mẫu:Fb team Frickley Athletic         | 1–3                           | 1–3                     | 2–0                         | 2–1                            | 1–1                    | 1–1                           | 4–1                                       |                                   | 2–4                           | 1–1 | 0–2                      | 1–1                              | 1–0                    | 1–0                          | 0–1                           | 4–2                               | 1–1                             | 0–1                                 | 0–2                      | 1–0                         | 4–0                      | 1–1                         | 2–3                           | 1–2                        |
| Bản mẫu:Fb team Grantham Town             | 0–0                           | 1–1                     | 1–0                         | 1–7                            | 3–1                    | 1–1                           | 1–2                                       | 1–1                               |                               | 0–2 | 1–0                      | 3–3                              | 1–1                    | 2–1                          | 4–0                           | 0–1                               | 0–1                             | 1–1                                 | 1–4                      | 1–1                         | 4–3                      | 0–1                         | 3–1                           | 1–0                        |
| Halesowen Town                            | 2–3                           | 4–1                     | 1–1                         | 1–2                            | 2–1                    | 0–0                           | 0–1                                       | 1–1                               | 1–1                           |     | 0–0                      | 1–1                              | 0–2                    | 4–3                          | 1–1                           | 2–0                               | 3–0                             | 2–0                                 | 1–1                      | 2–0                         | 1–1                      | 3–3                         | 1–0                           | 0–1                        |
| Bản mẫu:Fb team Ilkeston                  | 0–0                           | 2–1                     | 1–0                         | 1–1                            | 0–0                    | 1–1                           | 3–1                                       | 1–0                               | 1–1                           | 2–2 |                          | 3–3                              | 1–0                    | 1–0                          | 2–1                           | 2–4                               | 2–1                             | 2–0                                 | 1–2                      | 3–4                         | 6–0                      | 1–1                         | 1–1                           | 0–3                        |
| Bản mẫu:Fb team King's Lynn Town          | 1–1                           | 0–1                     | 1–0                         | 1–3                            | 1–2                    | 1–3                           | 1–2                                       | 2–1                               | 1–0                           | 0–0 | 3–0                      |                                  | 3–1                    | 1–3                          | 2–1                           | 2–1                               | 0–4                             | 0–3                                 | 1–0                      | 1–0                         | 0–1                      | 0–1                         | 2–0                           | 1–2                        |
| Bản mẫu:Fb team Marine                    | 1–0                           | 2–0                     | 2–2                         | 3–3                            | 1–2                    | 1–1                           | 0–0                                       | 2–0                               | 2–2                           | 1–1 | 1–2                      | 1–2                              |                        | 0–2                          | 0–1                           | 1–3                               | 2–1                             | 1–0                                 | 2–0                      | 1–1                         | 2–2                      | 2–1                         | 0–1                           | 0–1                        |
| Bản mẫu:Fb team Matlock Town              | 0–1                           | 3–1                     | 3–1                         | 1–1                            | 0–0                    | 0–3                           | 0–0                                       | 3–0                               | 0–2                           | 0–4 | 0–0                      | 3–1                              | 3–2                    |                              | 2–1                           | 1–1                               | 1–2                             | 1–1                                 | 1–2                      | 4–1                         | 2–4                      | 0–1                         | 3–0                           | 0–1                        |
| Bản mẫu:Fb team Nantwich Town             | 1–3                           | 2–0                     | 2–1                         | 1–1                            | 1–1                    | 1–2                           | 1–2                                       | 3–2                               | 0–3                           | 1–0 | 1–1                      | 2–1                              | 2–1                    | 3–0                          |                               | 3–2                               | 0–1                             | 0–1                                 | 0–3                      | 2–3                         | 0–0                      | 2–1                         | 3–0                           | 2–3                        |
| Bản mẫu:Fb team Ramsbottom United         | 0–3                           | 0–1                     | 4–2                         | 3–3                            | 2–0                    | 1–1                           | 0–2                                       | 0–0                               | 3–1                           | 1–1 | 1–2                      | 2–3                              | 3–2                    | 0–1                          | 1–4                           |                                   | 2–3                             | 0–3                                 | 3–1                      | 0–1                         | 1–2                      | 4–0                         | 3–2                           | 1–1                        |
| Bản mẫu:Fb team Rushall Olympic           | 1–2                           | 0–3                     | 2–1                         | 1–2                            | 3–0                    | 2–1                           | 1–1                                       | 1–3                               | 0–0                           | 1–1 | 1–3                      | 3–1                              | 1–1                    | 1–0                          | 2–1                           | 2–4                               |                                 | 0–0                                 | 0–0                      | 3–0                         | 6–1                      | 1–5                         | 2–1                           | 3–0                        |
| Bản mẫu:Fb team Skelmersdale United       | 1–1                           | 1–3                     | 2–1                         | 1–0                            | 2–3                    | 1–1                           | 1–0                                       | 3–2                               | 1–1                           | 1–1 | 1–4                      | 1–1                              | 3–1                    | 0–1                          | 1–0                           | 3–0                               | 1–2                             |                                     | 0–3                      | 2–1                         | 3–0                      | 4–0                         | 1–0                           | 1–0                        |
| Bản mẫu:Fb team Stamford                  | 0–2                           | 0–2                     | 0–1                         | 1–1                            | 1–3                    | 0–1                           | 1–1                                       | 1–3                               | 1–1                           | 1–2 | 0–4                      | 2–1                              | 0–1                    | 0–1                          | 2–2                           | 1–1                               | 3–0                             | 1–3                                 |                          | 2–3                         | 3–3                      | 1–1                         | 3–2                           | 2–1                        |
| Bản mẫu:Fb team Stourbridge               | 1–1                           | 0–2                     | 4–0                         | 0–3                            | 0–3                    | 0–1                           | 2–1                                       | 2–1                               | 1–2                           | 1–1 | 3–3                      | 3–0                              | 2–2                    | 1–0                          | 5–3                           | 1–2                               | 0–0                             | 1–0                                 | 1–1                      |                             | 1–1                      | 2–1                         | 3–0                           | 0–1                        |
| Bản mẫu:Fb team Trafford                  | 1–2                           | 1–1                     | 2–2                         | 1–4                            | 0–1                    | 0–1                           | 1–1                                       | 2–3                               | 3–1                           | 0–2 | 2–4                      | 1–3                              | 2–3                    | 0–0                          | 4–0                           | 0–1                               | 0–3                             | 0–1                                 | 2–2                      | 2–2                         |                          | 3–3                         | 1–1                           | 2–3                        |
| Bản mẫu:Fb team Whitby Town               | 2–0                           | 0–1                     | 3–3                         | 1–0                            | 0–1                    | 0–1                           | 0–4                                       | 1–1                               | 2–1                           | 0–0 | 1–3                      | 2–2                              | 2–2                    | 1–1                          | 3–1                           | 2–0                               | 2–1                             | 0–2                                 | 3–0                      | 1–0                         | 1–1                      |                             | 1–1                           | 0–0                        |
| Bản mẫu:Fb team Witton Albion             | 5–2                           | 2–2                     | 0–0                         | 1–5                            | 1–1                    | 1–3                           | 0–0                                       | 1–2                               | 1–3                           | 2–0 | 1–4                      | 0–1                              | 3–1                    | 1–3                          | 3–0                           | 2–1                               | 3–2                             | 2–0                                 | 3–0                      | 2–1                         | 0–5                      | 0–3                         |                               | 1–2                        |
| Bản mẫu:Fb team Workington                | 1–2                           | 2–1                     | 3–0                         | 1–1                            | 1–2                    | 3–2                           | 1–0                                       | 1–1                               | 2–1                           | 0–0 | 2–0                      | 2–0                              | 0–0                    | 2–1                          | 0–0                           | 1–0                               | 3–2                             | 2–1                                 | 2–0                      | 1–0                         | 1–0                      | 3–0                         | 1–2                           |                            |

Cập nhật lần cuối: ngày 25 tháng 4 năm 2015.
Nguồn: NPL Premier Division results grid
1 ^ Đội chủ nhà được liệt kê ở cột bên tay trái.
Màu sắc: Xanh = Chủ nhà thắng; Vàng = Hòa; Đỏ = Đội khách thắng.

### Sân vận động và vị trí
| Đội bóng                                  | Sân vận động                                    | Sức chứa    |
| ----------------------------------------- | ----------------------------------------------- | ----------- |
| Bản mẫu:Fb team Grantham Town             | South Kesteven Sports Stadium                   | 7,500       |
| Bản mẫu:Fb team F.C. United of Manchester | Bower Fold and Tameside Stadium (groundsharing) | 4,000–6,500 |
| Bản mẫu:Fb team King's Lynn Town          | The Walks                                       | 5,733       |
| Bản mẫu:Fb team Buxton                    | The Silverlands                                 | 5,200       |
| Halesowen Town                            | The Grove                                       | 5,000       |
| Bản mẫu:Fb team Witton Albion             | Wincham Park                                    | 4,813       |
| Bản mẫu:Fb team Ashton United             | Hurst Cross                                     | 4,500       |
| Bản mẫu:Fb team Blyth Spartans            | Croft Park                                      | 4,435       |
| Bản mẫu:Fb team Curzon Ashton             | Tameside Stadium                                | 4,000       |
| Bản mẫu:Fb team Ilkeston                  | New Manor Ground                                | 3,500       |
| Bản mẫu:Fb team Nantwich Town             | The Weaver Stadium                              | 3,500       |
| Bản mẫu:Fb team Whitby Town               | Turnbull Ground                                 | 3,500       |
| Workington                                | Borough Park                                    | 3,101       |
| Bản mẫu:Fb team Marine                    | The Arriva Stadium                              | 2,800       |
| Bản mẫu:Fb team Barwell                   | Kirkby Road                                     | 2,500       |
| Bản mẫu:Fb team Skelmersdale United       | West Lancashire College Stadium                 | 2,500       |
| Bản mẫu:Fb team Trafford                  | Shawe View                                      | 2,500       |
| Bản mẫu:Fb team Belper Town               | Christchurch Meadow                             | 2,400       |
| Bản mẫu:Fb team Matlock Town              | Causeway Lane                                   | 2,214       |
| Bản mẫu:Fb team Frickley Athletic         | Westfield Lane                                  | 2,087       |
| Bản mẫu:Fb team Stourbridge               | War Memorial Athletic Ground                    | 2,014       |
| Bản mẫu:Fb team Ramsbottom United         | The Harry Williams Riverside                    | 2,000       |
| Bản mẫu:Fb team Stamford                  | Kettering Road                                  | 2,000       |
| Bản mẫu:Fb team Rushall Olympic           | Dales Lane                                      | 1,400       |

## Division One North
Division One North gia nhập thêm 4 đội bóng:
- Brighouse Town, thăng hạng vì vô địch NCEL Premier Division
- Spennymoor Town, thăng hạng vì vô địch NFL Division One
- Droylsden, xuống hạng từ NPL Premier Division
- Scarborough Athletic, chuyển từ NPL Division One South

### Bảng xếp hạng
| XH | Đội                                        | Tr | T  | H  | T  | BT | BB  | HS  | Đ    | Lên hay xuống hạng                       |
| -- | ------------------------------------------ | -- | -- | -- | -- | -- | --- | --- | ---- | ---------------------------------------- |
| 1  | Bản mẫu:Fb team Salford City (C) (P)       | 42 | 30 | 5  | 7  | 92 | 42  | +50 | 95   | Lên chơi tại2015–16 NPL Premier Division |
| 2  | Bản mẫu:Fb team Darlington 1883 (O) (P)    | 42 | 28 | 7  | 7  | 99 | 37  | +62 | 91   | Đủ điều kiện tham dựPlay-offs            |
| 3  | Bản mẫu:Fb team Bamber Bridge              | 42 | 25 | 8  | 9  | 88 | 58  | +30 | 83   | Đủ điều kiện tham dựPlay-offs            |
| 4  | Bản mẫu:Fb team Northwich Victoria         | 42 | 25 | 7  | 10 | 75 | 39  | +36 | 82   | Đủ điều kiện tham dựPlay-offs            |
| 5  | Bản mẫu:Fb team Spennymoor Town            | 42 | 22 | 11 | 9  | 76 | 45  | +31 | 77   | Đủ điều kiện tham dựPlay-offs            |
| 6  | Bản mẫu:Fb team Scarborough Athletic       | 42 | 23 | 6  | 13 | 80 | 61  | +19 | 75   |                                          |
| 7  | Bản mẫu:Fb team Mossley                    | 42 | 23 | 6  | 13 | 79 | 63  | +16 | 75   |                                          |
| 8  | Bản mẫu:Fb team Harrogate Railway Athletic | 42 | 19 | 10 | 13 | 85 | 75  | +10 | 67   |                                          |
| 9  | Bản mẫu:Fb team Warrington Town            | 42 | 19 | 8  | 15 | 65 | 55  | +10 | 65   |                                          |
| 10 | Bản mẫu:Fb team Droylsden                  | 42 | 20 | 3  | 19 | 98 | 84  | +14 | 63   |                                          |
| 11 | Bản mẫu:Fb team Lancaster City             | 42 | 18 | 8  | 16 | 65 | 53  | +12 | 62   |                                          |
| 12 | Bản mẫu:Fb team Farsley                    | 42 | 18 | 7  | 17 | 73 | 64  | +9  | 61   |                                          |
| 13 | Bản mẫu:Fb team Clitheroe                  | 42 | 14 | 10 | 18 | 73 | 81  | −8  | 52   |                                          |
| 14 | Bản mẫu:Fb team Brighouse Town             | 42 | 14 | 9  | 19 | 64 | 81  | −17 | 51   |                                          |
| 15 | Bản mẫu:Fb team Burscough                  | 42 | 12 | 12 | 18 | 62 | 73  | −11 | 48   |                                          |
| 16 | Bản mẫu:Fb team Kendal Town                | 42 | 12 | 10 | 20 | 81 | 92  | −11 | 46   |                                          |
| 17 | Bản mẫu:Fb team Ossett Albion              | 42 | 13 | 7  | 22 | 49 | 72  | −23 | 043† |                                          |
| 18 | Bản mẫu:Fb team Ossett Town                | 42 | 12 | 6  | 24 | 48 | 89  | −41 | 42   |                                          |
| 19 | Bản mẫu:Fb team Radcliffe Borough          | 42 | 8  | 11 | 23 | 49 | 91  | −42 | 35   |                                          |
| 20 | Bản mẫu:Fb team Prescot Cables             | 42 | 7  | 12 | 23 | 45 | 84  | −39 | 33   |                                          |
| 21 | Bản mẫu:Fb team New Mills                  | 42 | 6  | 7  | 29 | 56 | 107 | −51 | 25   | Reprieved from relegation                |
| 22 | Bản mẫu:Fb team Padiham (R)                | 42 | 6  | 6  | 30 | 50 | 112 | −62 | 24   | Xuống chơi tạiLevel 9                    |

Cập nhật đến ngày 25 tháng 4 năm 2015
Nguồn: 
Quy tắc xếp hạng: 1. Điểm; 2. Hiệu số bàn thắng; 3. Số bàn thắng.
(VĐ) = Vô địch; (XH) = Xuống hạng; (LH) = Lên hạng; (O) = Thắng trận Play-off; (A) = Lọt vào vòng sau. 
Chỉ được áp dụng khi mùa giải chưa kết thúc: 
(Q) = Lọt vào vòng đấu cụ thể của giải đấu đã nêu; (TQ) = Giành vé dự giải đấu, nhưng chưa tới vòng đấu đã nêu.

†Ossett Albion were deducted 3 points.

### Play-offs
|  | Bán kết | Bán kết                | Bán kết       | Bán kết | Bán kết |  |   | Chung kết       | Chung kết | Chung kết |
|  |         |                        |               |         |         |  |   |                 |           |           |
|  | 2       | Darlington 1883        |               |         |         |  |   |                 |           |           |
|  | 5       | Spennymoor Town        |               |         |         |  |   |                 |           |           |
|  |         |                        |               |         |         |  | 2 | Darlington 1883 | 2         |           |
|  |         | 3                      | Bamber Bridge | 0       |         |  |   |                 |           |           |
|  | 3       | Bamber Bridge (s.h.p.) |               |         |         |  |   |                 |           |           |
|  | 4       | Northwich Victoria     |               |         |         |  |   |                 |           |           |

#### Bán kết
| 28 tháng 4 năm 2015 | Bamber Bridge            | 2–1 (s.h.p.) | Northwich Victoria | Sir Tom Finney Stadium, Bamber Bridge |  |
| 19:45               | Macken 43' · Linney 115' |              | Grayson 76'        | Lượng khán giả: 550                   |  |

| 29 tháng 4 năm 2015 | Darlington 1883                        | 3–2 | Spennymoor Town        | Heritage Park, Bishop Auckland |  |
| 19:45               | Armstrong 43' · Hatch 79' · Dowson 89' |     | Tait 60' · Roberts 76' | Lượng khán giả: 1,987          |  |

#### Chung kết
| 2 tháng 5 năm 2015 | Darlington 1883             | 2–0 | Bamber Bridge | Heritage Park, Bishop Auckland |  |
| 15:00              | Cartman 52' · Armstrong 56' |     |               | Lượng khán giả: 1,876          |  |

### Các kết quả chi tiết
| S.nhà ╲ S.khách                            | Bản mẫu:Fb team Bamber Bridge | Bản mẫu:Fb team Brighouse Town | Bản mẫu:Fb team Burscough | Bản mẫu:Fb team Clitheroe | Bản mẫu:Fb team Darlington 1883 | Bản mẫu:Fb team Droylsden | Bản mẫu:Fb team Farsley | Bản mẫu:Fb team Harrogate Railway Athletic | Bản mẫu:Fb team Kendal Town | Bản mẫu:Fb team Lancaster City | Bản mẫu:Fb team Mossley | Bản mẫu:Fb team New Mills | Bản mẫu:Fb team Northwich Victoria | Bản mẫu:Fb team Ossett Albion | Bản mẫu:Fb team Ossett Town | Bản mẫu:Fb team Padiham | Bản mẫu:Fb team Prescot Cables | Bản mẫu:Fb team Radcliffe Borough | Bản mẫu:Fb team Salford City | Bản mẫu:Fb team Scarborough Athletic | Bản mẫu:Fb team Spennymoor Town | Bản mẫu:Fb team Warrington Town |
| Bản mẫu:Fb team Bamber Bridge              |                               | 4–2                            | 2–1                       | 3–1                       | 1–2                             | 1–7                       | 3–1                     | 1–2                                        | 3–2                         | 3–3                            | 1–0                     | 2–1                       | 2–0                                | 3–1                           | 4–1                         | 3–1                     | 2–0                            | 1–1                               | 1–2                          | 0–0                                  | 2–1                             | 3–1                             |
| Bản mẫu:Fb team Brighouse Town             | 2–3                           |                                | 0–1                       | 2–4                       | 1–3                             | 1–3                       | 1–0                     | 1–4                                        | 3–1                         | 1–3                            | 3–2                     | 4–3                       | 2–2                                | 1–1                           | 2–1                         | 3–1                     | 6–3                            | 2–1                               | 3–1                          | 0–4                                  | 1–4                             | 0–0                             |
| Bản mẫu:Fb team Burscough                  | 1–1                           | 2–1                            |                           | 1–2                       | 2–2                             | 3–2                       | 1–3                     | 1–3                                        | 2–2                         | 2–3                            | 2–0                     | 4–1                       | 2–5                                | 0–1                           | 3–1                         | 1–1                     | 1–1                            | 4–0                               | 1–2                          | 2–3                                  | 0–1                             | 1–3                             |
| Bản mẫu:Fb team Clitheroe                  | 1–2                           | 2–2                            | 1–1                       |                           | 2–1                             | 3–2                       | 0–0                     | 2–1                                        | 6–4                         | 0–1                            | 0–1                     | 2–2                       | 3–1                                | 1–1                           | 3–2                         | 1–4                     | 3–3                            | 1–1                               | 2–1                          | 0–1                                  | 0–2                             | 2–1                             |
| Bản mẫu:Fb team Darlington 1883            | 2–1                           | 2–0                            | 3–0                       | 1–1                       |                                 | 5–2                       | 1–1                     | 7–1                                        | 7–0                         | 3–0                            | 3–1                     | 3–1                       | 0–1                                | 2–0                           | 5–0                         | 1–0                     | 4–2                            | 2–2                               | 0–1                          | 3–0                                  | 1–0                             | 2–0                             |
| Bản mẫu:Fb team Droylsden                  | 4–3                           | 0–0                            | 1–2                       | 2–0                       | 2–1                             |                           | 0–2                     | 6–1                                        | 4–1                         | 2–0                            | 2–4                     | 0–1                       | 0–2                                | 5–3                           | 4–1                         | 5–1                     | 4–1                            | 4–2                               | 3–2                          | 1–2                                  | 0–0                             | 3–1                             |
| Bản mẫu:Fb team Farsley                    | 2–2                           | 0–1                            | 2–2                       | 2–0                       | 3–2                             | 2–1                       |                         | 4–2                                        | 2–3                         | 0–1                            | 3–4                     | 2–0                       | 1–0                                | 4–0                           | 2–1                         | 5–0                     | 2–1                            | 3–0                               | 1–1                          | 2–2                                  | 1–1                             | 1–0                             |
| Bản mẫu:Fb team Harrogate Railway Athletic | 1–1                           | 1–1                            | 4–0                       | 1–0                       | 1–5                             | 4–3                       | 2–4                     |                                            | 0–0                         | 3–0                            | 5–5                     | 3–0                       | 2–1                                | 2–1                           | 4–0                         | 2–0                     | 1–2                            | 0–1                               | 1–0                          | 3–0                                  | 1–1                             | 1–2                             |
| Bản mẫu:Fb team Kendal Town                | 1–1                           | 2–2                            | 0–4                       | 2–2                       | 4–2                             | 1–0                       | 0–3                     | 4–3                                        |                             | 0–0                            | 2–3                     | 4–4                       | 0–3                                | 2–3                           | 3–2                         | 1–2                     | 6–0                            | 4–1                               | 6–0                          | 0–3                                  | 2–4                             | 3–0                             |
| Bản mẫu:Fb team Lancaster City             | 1–0                           | 2–0                            | 4–1                       | 1–3                       | 0–0                             | 4–0                       | 3–0                     | 0–1                                        | 2–3                         |                                | 4–1                     | 4–0                       | 0–1                                | 1–0                           | 0–2                         | 3–3                     | 3–0                            | 3–1                               | 0–2                          | 1–2                                  | 1–4                             | 1–1                             |
| Bản mẫu:Fb team Mossley                    | 0–1                           | 2–3                            | 1–1                       | 4–1                       | 0–3                             | 4–2                       | 2–1                     | 2–2                                        | 0–4                         | 3–0                            |                         | 2–0                       | 0–1                                | 1–0                           | 3–0                         | 3–2                     | 3–1                            | 4–1                               | 1–3                          | 2–1                                  | 2–0                             | 1–2                             |
| Bản mẫu:Fb team New Mills                  | 1–4                           | 1–4                            | 1–2                       | 3–3                       | 1–5                             | 2–3                       | 2–1                     | 1–2                                        | 2–0                         | 1–4                            | 1–3                     |                           | 1–2                                | 1–2                           | 1–2                         | 3–2                     | 0–2                            | 2–2                               | 0–3                          | 3–3                                  | 2–3                             | 0–3                             |
| Bản mẫu:Fb team Northwich Victoria         | 1–0                           | 1–0                            | 5–0                       | 3–0                       | 0–1                             | 3–0                       | 5–1                     | 2–2                                        | 0–0                         | 0–1                            | 0–0                     | 2–1                       |                                    | 1–0                           | 1–1                         | 5–1                     | 2–0                            | 2–0                               | 2–2                          | 2–3                                  | 1–4                             | 2–0                             |
| Bản mẫu:Fb team Ossett Albion              | 2–3                           | 1–2                            | 1–3                       | 2–0                       | 0–2                             | 1–3                       | 2–1                     | 2–3                                        | 3–2                         | 2–2                            | 0–2                     | 3–2                       | 1–2                                |                               | 1–1                         | 2–1                     | 1–0                            | 1–0                               | 0–1                          | 3–1                                  | 1–1                             | 0–3                             |
| Bản mẫu:Fb team Ossett Town                | 0–2                           | 3–2                            | 2–2                       | 2–1                       | 0–2                             | 2–0                       | 1–2                     | 3–1                                        | 2–2                         | 2–1                            | 0–1                     | 5–0                       | 0–2                                | 0–3                           |                             | 1–0                     | 1–0                            | 0–1                               | 0–3                          | 3–1                                  | 1–3                             | 0–2                             |
| Bản mẫu:Fb team Padiham                    | 1–2                           | 1–1                            | 1–3                       | 2–3                       | 1–3                             | 3–5                       | 3–1                     | 1–1                                        | 1–5                         | 0–3                            | 1–2                     | 0–1                       | 0–2                                | 1–0                           | 2–2                         |                         | 4–0                            | 2–1                               | 0–6                          | 0–3                                  | 0–2                             | 1–3                             |
| Bản mẫu:Fb team Prescot Cables             | 1–4                           | 0–0                            | 0–0                       | 0–6                       | 0–2                             | 1–1                       | 4–0                     | 2–2                                        | 1–1                         | 1–0                            | 1–2                     | 3–3                       | 2–3                                | 0–0                           | 0–1                         | 5–1                     |                                | 3–0                               | 0–1                          | 2–2                                  | 0–0                             | 2–1                             |
| Bản mẫu:Fb team Radcliffe Borough          | 2–2                           | 1–3                            | 2–1                       | 0–4                       | 1–1                             | 5–3                       | 1–4                     | 4–3                                        | 3–1                         | 3–2                            | 0–2                     | 2–2                       | 0–2                                | 1–1                           | 1–1                         | 2–2                     | 3–1                            |                                   | 0–2                          | 0–3                                  | 0–0                             | 1–4                             |
| Bản mẫu:Fb team Salford City               | 3–0                           | 2–0                            | 1–0                       | 2–1                       | 2–0                             | 2–1                       | 3–2                     | 1–4                                        | 2–1                         | 0–2                            | 2–2                     | 2–0                       | 2–1                                | 4–0                           | 5–0                         | 5–1                     | 6–1                            | 2–1                               |                              | 4–1                                  | 2–0                             | 2–2                             |
| Bản mẫu:Fb team Scarborough Athletic       | 1–2                           | 4–0                            | 2–0                       | 2–1                       | 1–2                             | 1–2                       | 3–1                     | 3–2                                        | 2–1                         | 0–0                            | 2–1                     | 3–2                       | 1–2                                | 2–0                           | 2–0                         | 6–1                     | 2–1                            | 2–0                               | 1–3                          |                                      | 1–0                             | 2–4                             |
| Bản mẫu:Fb team Spennymoor Town            | 1–6                           | 4–1                            | 1–1                       | 8–3                       | 0–2                             | 3–2                       | 1–0                     | 1–3                                        | 2–1                         | 0–0                            | 2–2                     | 1–0                       | 2–1                                | 5–0                           | 3–0                         | 3–1                     | 0–0                            | 2–1                               | 0–0                          | 4–1                                  |                                 | 2–0                             |
| Bản mẫu:Fb team Warrington Town            | 0–3                           | 1–0                            | 1–1                       | 4–2                       | 1–1                             | 3–4                       | 2–1                     | 0–0                                        | 3–0                         | 2–1                            | 0–1                     | 1–3                       | 1–1                                | 0–3                           | 3–1                         | 3–0                     | 2–0                            | 3–0                               | 0–2                          | 1–1                                  | 1–0                             |                                 |

Cập nhật lần cuối: ngày 25 tháng 4 năm 2015.
Nguồn: NPL First Division North results grid
1 ^ Đội chủ nhà được liệt kê ở cột bên tay trái.
Màu sắc: Xanh = Chủ nhà thắng; Vàng = Hòa; Đỏ = Đội khách thắng.

### Sân vận động và địa điểm
| Đội                                        | Sân vận động                                     | Sức chứa |
| ------------------------------------------ | ------------------------------------------------ | -------- |
| Bản mẫu:Fb team Mossley                    | Seel Park                                        | 4,000    |
| Bản mẫu:Fb team Spennymoor Town            | The Brewery Field                                | 4,000    |
| Bản mẫu:Fb team Farsley                    | Throstle Nest                                    | 3,900    |
| Bản mẫu:Fb team Harrogate Railway Athletic | Station View                                     | 3,500    |
| Bản mẫu:Fb team Lancaster City             | Giant Axe                                        | 3,500    |
| Bản mẫu:Fb team Radcliffe Borough          | Stainton Park                                    | 3,500    |
| Bản mẫu:Fb team Warrington Town            | Cantilever Park                                  | 3,500    |
| Bản mẫu:Fb team Prescot Cables             | Valerie Park                                     | 3,200    |
| Bản mẫu:Fb team Burscough                  | Victoria Park                                    | 3,054    |
| Bản mẫu:Fb team Droylsden                  | Butcher's Arms Ground                            | 3,000    |
| Bản mẫu:Fb team Ossett Albion              | WareHouse Systems Stadium                        | 3,000    |
| Bản mẫu:Fb team Scarborough Athletic       | Queensgate                                       | 3,000    |
| Bản mẫu:Fb team Kendal Town                | Lakeland Radio Stadium                           | 2,400    |
| Bản mẫu:Fb team Bamber Bridge              | QED Stadium                                      | 2,264    |
| Bản mẫu:Fb team Clitheroe                  | Shawbridge                                       | 2,000    |
| Bản mẫu:Fb team Northwich Victoria         | Valley Road (former ground of Flixton)           | 2,000    |
| Bản mẫu:Fb team Ossett Town                | Ingfield                                         | 2,000    |
| Bản mẫu:Fb team Darlington 1883            | Heritage Park (groundshare with Bishop Auckland) | 1,994    |
| Bản mẫu:Fb team Padiham                    | Arbories Memorial Sports Ground                  | 1,688    |
| Bản mẫu:Fb team New Mills                  | Church Lane                                      | 1,400    |
| Bản mẫu:Fb team Salford City               | Moor Lane                                        | 1,400    |
| Bản mẫu:Fb team Brighouse Town             | St Giles' Road                                   | 1,000    |

## Division One South
Division One South có 5 đội tham dự:
- Norton United, thăng hạng vì vô địch giải NWCFL Premier Division
- Spalding United, thăng hạng vì vô địch giải UCL Premier Division
- Tividale, thăng hạng vì vô địch giải Midland Alliance
- Stafford Rangers, xuống hạng từ NPL Premier Division
- Stocksbridge Park Steels, xuống hạng từ NPL Premier Division

### Bảng xếp hạng
| XH | Đội                                           | Tr | T  | H  | T  | BT  | BB  | HS   | Đ  | Lên hay xuống hạng                               |
| -- | --------------------------------------------- | -- | -- | -- | -- | --- | --- | ---- | -- | ------------------------------------------------ |
| 1  | Bản mẫu:Fb team Mickleover Sports (C) (P)     | 42 | 31 | 5  | 6  | 105 | 40  | +65  | 98 | Lên chơi tại2014–15 NPL Premier Division         |
| 2  | Bản mẫu:Fb team Leek Town                     | 42 | 28 | 5  | 9  | 90  | 38  | +52  | 89 | Đủ điều kiện tham dựPlay-offs                    |
| 3  | Bản mẫu:Fb team Newcastle Town                | 42 | 27 | 6  | 9  | 92  | 46  | +46  | 87 | Đủ điều kiện tham dựPlay-offs                    |
| 4  | Bản mẫu:Fb team Sutton Coldfield Town (O) (P) | 42 | 25 | 8  | 9  | 75  | 41  | +34  | 83 | Đủ điều kiện tham dựPlay-offs                    |
| 5  | Bản mẫu:Fb team Gresley                       | 42 | 25 | 6  | 11 | 96  | 51  | +45  | 81 | Đủ điều kiện tham dựPlay-offs                    |
| 6  | Bản mẫu:Fb team Stafford Rangers              | 42 | 23 | 12 | 7  | 68  | 33  | +35  | 81 |                                                  |
| 7  | Bản mẫu:Fb team Spalding United               | 42 | 23 | 10 | 9  | 84  | 41  | +43  | 79 |                                                  |
| 8  | Bản mẫu:Fb team Tividale                      | 42 | 20 | 11 | 11 | 65  | 43  | +22  | 71 |                                                  |
| 9  | Bản mẫu:Fb team Lincoln United                | 42 | 19 | 9  | 14 | 72  | 55  | +17  | 66 |                                                  |
| 10 | Bản mẫu:Fb team Coalville Town                | 42 | 19 | 4  | 19 | 76  | 71  | +5   | 61 |                                                  |
| 11 | Bản mẫu:Fb team Norton United                 | 42 | 19 | 4  | 19 | 79  | 75  | +4   | 61 | Club Resigned And Folded                         |
| 12 | Bản mẫu:Fb team Romulus                       | 42 | 18 | 7  | 17 | 69  | 65  | +4   | 61 |                                                  |
| 13 | Bản mẫu:Fb team Chasetown                     | 42 | 14 | 9  | 19 | 60  | 64  | −4   | 51 |                                                  |
| 14 | Bản mẫu:Fb team Loughborough Dynamo           | 42 | 13 | 9  | 20 | 71  | 87  | −16  | 48 |                                                  |
| 15 | Bản mẫu:Fb team Sheffield                     | 42 | 14 | 6  | 22 | 74  | 93  | −19  | 48 |                                                  |
| 16 | Bản mẫu:Fb team Goole                         | 42 | 12 | 10 | 20 | 53  | 66  | −13  | 46 |                                                  |
| 17 | Bản mẫu:Fb team Stocksbridge Park Steels      | 42 | 10 | 11 | 21 | 53  | 84  | −31  | 41 |                                                  |
| 18 | Bản mẫu:Fb team Carlton Town                  | 42 | 11 | 6  | 25 | 52  | 79  | −27  | 39 |                                                  |
| 19 | Bản mẫu:Fb team Market Drayton Town           | 42 | 11 | 4  | 27 | 66  | 109 | −43  | 37 |                                                  |
| 20 | Bản mẫu:Fb team Kidsgrove Athletic            | 42 | 9  | 9  | 24 | 48  | 96  | −48  | 36 |                                                  |
| 21 | Bản mẫu:Fb team Rainworth Miners Welfare      | 42 | 8  | 6  | 28 | 46  | 91  | −45  | 30 | Resigned to Step 5 of the National League System |
| 22 | Bản mẫu:Fb team Brigg Town                    | 42 | 3  | 3  | 36 | 26  | 153 | −127 | 12 | Resigned to Step 5 of the National League System |

Cập nhật đến ngày 22 tháng 4 năm 2015
Nguồn: 
Quy tắc xếp hạng: 1. Điểm; 2. Hiệu số bàn thắng; 3. Số bàn thắng.
(VĐ) = Vô địch; (XH) = Xuống hạng; (LH) = Lên hạng; (O) = Thắng trận Play-off; (A) = Lọt vào vòng sau. 
Chỉ được áp dụng khi mùa giải chưa kết thúc: 
(Q) = Lọt vào vòng đấu cụ thể của giải đấu đã nêu; (TQ) = Giành vé dự giải đấu, nhưng chưa tới vòng đấu đã nêu.

### Play-offs
|  | Bán kết | Bán kết               | Bán kết               | Bán kết | Bán kết |  |   | Chung kết | Chung kết | Chung kết |
|  |         |                       |                       |         |         |  |   |           |           |           |
|  | 2       | Leek Town             |                       |         |         |  |   |           |           |           |
|  | 5       | Gresley               |                       |         |         |  |   |           |           |           |
|  |         |                       |                       |         |         |  | 2 | Leek Town | 0         |           |
|  |         | 4                     | Sutton Coldfield Town | 2       |         |  |   |           |           |           |
|  | 3       | Newcastle Town        |                       |         |         |  |   |           |           |           |
|  | 4       | Sutton Coldfield Town |                       |         |         |  |   |           |           |           |

#### Bán kết
| 28 tháng 4 năm 2015 | Newcastle Town | 1–3 | Sutton Coldfield Town                      | Lyme Valley Stadium, Newcastle-under-Lyme |  |
| 19:45               | France 62'     |     | Richards 18' · O'Callaghan 60' · Nadat 84' | Lượng khán giả: 384                       |  |

| 29 tháng 4 năm 2015 | Leek Town  | 1–0 | Gresley | Harrison Park, Leek |  |
| 19:45               | Johnson 7' |     |         | Lượng khán giả: 873 |  |

#### Chung kết
| 2 tháng 5 năm 2015 | Leek Town | 0–2 | Sutton Coldfield Town        | Harrison Park, Leek   |  |
| 15:00              |           |     | Taylor 60' · O'Callaghan 76' | Lượng khán giả: 1,237 |  |

### Các kết quả chi tiết
| S.nhà ╲ S.khách                          | Bản mẫu:Fb team Brigg Town | Bản mẫu:Fb team Carlton Town | Bản mẫu:Fb team Chasetown | Bản mẫu:Fb team Coalville Town | Bản mẫu:Fb team Goole | Bản mẫu:Fb team Gresley | Bản mẫu:Fb team Kidsgrove Athletic | Bản mẫu:Fb team Leek Town | Bản mẫu:Fb team Lincoln United | Bản mẫu:Fb team Loughborough Dynamo | Bản mẫu:Fb team Market Drayton Town | Bản mẫu:Fb team Mickleover Sports | Bản mẫu:Fb team Newcastle Town | Bản mẫu:Fb team Norton United | Bản mẫu:Fb team Rainworth Miners Welfare | Bản mẫu:Fb team Romulus | Bản mẫu:Fb team Sheffield | Bản mẫu:Fb team Spalding United | Bản mẫu:Fb team Stafford Rangers | Bản mẫu:Fb team Stocksbridge Park Steels | Bản mẫu:Fb team Sutton Coldfield Town | Bản mẫu:Fb team Tividale |
| Bản mẫu:Fb team Brigg Town               |                            | 0–0                          | 0–0                       | 3–0                            | 0–2                   | 0–7                     | 2–2                                | 0–3                       | 0–3                            | 1–3                                 | 0–6                                 | 0–5                               | 1–3                            | 1–7                           | 1–4                                      | 1–3                     | 0–2                       | 1–6                             | 0–1                              | 1–0                                      | 0–3                                   | 0–2                      |
| Bản mẫu:Fb team Carlton Town             | 3–1                        |                              | 1–0                       | 0–1                            | 3–0                   | 2–2                     | 3–1                                | 0–2                       | 0–1                            | 1–3                                 | 2–1                                 | 0–3                               | 3–2                            | 1–3                           | 2–1                                      | 0–1                     | 1–4                       | 1–1                             | 1–3                              | 2–0                                      | 0–1                                   | 1–2                      |
| Bản mẫu:Fb team Chasetown                | 3–0                        | 0–3                          |                           | 4–1                            | 3–2                   | 2–1                     | 2–2                                | 2–3                       | 2–1                            | 3–1                                 | 5–3                                 | 0–4                               | 1–1                            | 0–1                           | 2–1                                      | 0–4                     | 1–2                       | 1–1                             | 0–2                              | 4–0                                      | 1–1                                   | 0–0                      |
| Bản mẫu:Fb team Coalville Town           | 7–0                        | 3–0                          | 2–0                       |                                | 4–2                   | 2–3                     | 3–1                                | 0–1                       | 2–1                            | 3–2                                 | 2–0                                 | 0–2                               | 0–1                            | 5–2                           | 2–1                                      | 2–1                     | 2–2                       | 1–2                             | 1–2                              | 4–2                                      | 1–0                                   | 2–2                      |
| Bản mẫu:Fb team Goole                    | 4–0                        | 2–1                          | 2–1                       | 1–2                            |                       | 4–2                     | 1–3                                | 0–2                       | 1–1                            | 0–0                                 | 2–2                                 | 0–3                               | 1–2                            | 3–0                           | 2–2                                      | 2–4                     | 3–1                       | 0–0                             | 0–1                              | 2–0                                      | 1–2                                   | 1–0                      |
| Bản mẫu:Fb team Gresley                  | 10–0                       | 1–0                          | 2–1                       | 2–1                            | 2–0                   |                         | 4–0                                | 2–0                       | 4–1                            | 4–0                                 | 2–0                                 | 1–6                               | 2–0                            | 3–1                           | 4–2                                      | 1–1                     | 5–2                       | 1–0                             | 1–1                              | 2–0                                      | 0–0                                   | 1–1                      |
| Bản mẫu:Fb team Kidsgrove Athletic       | 7–2                        | 2–4                          | 2–0                       | 1–0                            | 0–0                   | 0–5                     |                                    | 1–3                       | 0–2                            | 0–0                                 | 0–0                                 | 0–2                               | 1–6                            | 0–2                           | 0–1                                      | 1–0                     | 1–1                       | 0–1                             | 0–6                              | 1–2                                      | 2–0                                   | 1–1                      |
| Bản mẫu:Fb team Leek Town                | 6–0                        | 2–3                          | 2–0                       | 2–0                            | 1–1                   | 1–0                     | 3–1                                |                           | 0–2                            | 1–2                                 | 6–1                                 | 4–1                               | 3–0                            | 1–0                           | 6–0                                      | 0–2                     | 2–2                       | 1–1                             | 2–0                              | 0–0                                      | 6–1                                   | 2–0                      |
| Bản mẫu:Fb team Lincoln United           | 2–0                        | 2–2                          | 0–0                       | 4–1                            | 0–1                   | 1–3                     | 6–0                                | 0–0                       |                                | 2–4                                 | 1–3                                 | 2–3                               | 1–1                            | 4–1                           | 2–1                                      | 3–1                     | 2–1                       | 1–1                             | 2–0                              | 5–0                                      | 1–2                                   | 1–3                      |
| Bản mẫu:Fb team Loughborough Dynamo      | 9–0                        | 3–2                          | 3–2                       | 2–2                            | 4–0                   | 2–4                     | 5–1                                | 1–7                       | 1–2                            |                                     | 0–2                                 | 2–3                               | 0–4                            | 2–0                           | 1–1                                      | 1–2                     | 4–1                       | 0–6                             | 2–2                              | 0–2                                      | 0–5                                   | 1–3                      |
| Bản mẫu:Fb team Market Drayton Town      | 2–1                        | 3–2                          | 1–2                       | 5–3                            | 1–2                   | 1–2                     | 2–4                                | 1–2                       | 0–2                            | 2–5                                 |                                     | 1–6                               | 2–5                            | 2–1                           | 2–0                                      | 3–1                     | 1–6                       | 0–4                             | 1–2                              | 2–3                                      | 1–1                                   | 2–2                      |
| Bản mẫu:Fb team Mickleover Sports        | 1–0                        | 3–1                          | 2–1                       | 0–1                            | 1–0                   | 2–1                     | 2–3                                | 5–1                       | 2–2                            | 7–1                                 | 3–0                                 |                                   | 1–0                            | 3–1                           | 2–0                                      | 2–0                     | 1–1                       | 2–1                             | 2–0                              | 6–0                                      | 1–0                                   | 0–1                      |
| Bản mẫu:Fb team Newcastle Town           | 7–1                        | 3–0                          | 2–1                       | 2–0                            | 2–0                   | 2–0                     | 3–1                                | 1–0                       | 1–0                            | 1–0                                 | 5–3                                 | 1–2                               |                                | 2–2                           | 4–1                                      | 2–2                     | 2–0                       | 3–1                             | 0–2                              | 2–3                                      | 0–2                                   | 2–1                      |
| Bản mẫu:Fb team Norton United            | 7–4                        | 3–1                          | 1–3                       | 5–1                            | 2–1                   | 4–1                     | 2–1                                | 0–1                       | 2–3                            | 1–0                                 | 4–2                                 | 0–1                               | 0–5                            |                               | 0–1                                      | 4–2                     | 3–2                       | 2–2                             | 0–0                              | 2–1                                      | 1–2                                   | 0–1                      |
| Bản mẫu:Fb team Rainworth Miners Welfare | 4–2                        | 0–0                          | 1–2                       | 1–1                            | 1–1                   | 0–1                     | 3–4                                | 0–1                       | 0–2                            | 1–2                                 | 4–3                                 | 2–2                               | 0–1                            | 0–2                           |                                          | 0–2                     | 2–3                       | 1–4                             | 1–3                              | 1–2                                      | 2–1                                   | 1–2                      |
| Bản mẫu:Fb team Romulus                  | 1–2                        | 4–0                          | 1–0                       | 2–1                            | 0–0                   | 1–4                     | 2–2                                | 0–4                       | 1–2                            | 1–1                                 | 1–2                                 | 2–0                               | 2–2                            | 2–3                           | 1–2                                      |                         | 4–2                       | 3–0                             | 1–0                              | 3–2                                      | 1–2                                   | 2–1                      |
| Bản mẫu:Fb team Sheffield                | 1–0                        | 3–2                          | 2–6                       | 2–6                            | 0–2                   | 3–1                     | 2–1                                | 1–2                       | 2–3                            | 3–2                                 | 1–0                                 | 2–3                               | 0–3                            | 1–2                           | 5–0                                      | 2–3                     |                           | 4–3                             | 0–3                              | 3–2                                      | 2–3                                   | 0–3                      |
| Bản mẫu:Fb team Spalding United          | 4–1                        | 3–0                          | 0–2                       | 2–1                            | 4–1                   | 2–1                     | 5–0                                | 4–1                       | 3–0                            | 2–1                                 | 2–0                                 | 2–2                               | 1–2                            | 2–1                           | 2–0                                      | 1–0                     | 2–0                       |                                 | 4–0                              | 1–1                                      | 1–0                                   | 0–2                      |
| Bản mẫu:Fb team Stafford Rangers         | 3–0                        | 1–1                          | 2–1                       | 0–2                            | 3–3                   | 1–0                     | 4–0                                | 1–0                       | 0–0                            | 1–1                                 | 4–1                                 | 3–1                               | 2–2                            | 1–0                           | 3–0                                      | 1–1                     | 0–0                       | 0–0                             |                                  | 4–0                                      | 1–0                                   | 0–0                      |
| Bản mẫu:Fb team Stocksbridge Park Steels | 4–0                        | 3–2                          | 0–0                       | 1–1                            | 2–1                   | 1–1                     | 1–1                                | 1–4                       | 2–0                            | 0–0                                 | 5–0                                 | 1–4                               | 1–3                            | 2–2                           | 0–2                                      | 1–2                     | 2–2                       | 0–2                             | 1–4                              |                                          | 0–2                                   | 1–1                      |
| Bản mẫu:Fb team Sutton Coldfield Town    | 6–0                        | 2–1                          | 2–2                       | 2–0                            | 1–0                   | 2–0                     | 2–0                                | 0–1                       | 2–2                            | 2–0                                 | 4–1                                 | 1–1                               | 1–0                            | 2–1                           | 5–2                                      | 2–1                     | 3–0                       | 2–0                             | 1–0                              | 3–3                                      |                                       | 1–3                      |
| Bản mẫu:Fb team Tividale                 | 2–0                        | 3–0                          | 2–0                       | 3–0                            | 3–2                   | 1–3                     | 1–0                                | 1–2                       | 2–0                            | 0–0                                 | 0–1                                 | 1–3                               | 1–2                            | 3–4                           | 1–1                                      | 4–1                     | 2–1                       | 1–1                             | 0–1                              | 2–1                                      | 1–1                                   |                          |

Cập nhật lần cuối: ngày 25 tháng 4 năm 2015.
Nguồn: NPL First Division South results grid
1 ^ Đội chủ nhà được liệt kê ở cột bên tay trái.
Màu sắc: Xanh = Chủ nhà thắng; Vàng = Hòa; Đỏ = Đội khách thắng.

### Sân vận động và địa điểm
| Đội                                      | Sân vận động                                            | Sức chứa |
| ---------------------------------------- | ------------------------------------------------------- | -------- |
| Bản mẫu:Fb team Brigg Town               | The Hawthorns                                           | 4,000    |
| Bản mẫu:Fb team Newcastle Town           | Lyme Valley Stadium                                     | 4,000    |
| Bản mẫu:Fb team Stafford Rangers         | Marston Road                                            | 4,000    |
| Bản mẫu:Fb team Leek Town                | Harrison Park                                           | 3,600    |
| Bản mẫu:Fb team Spalding United          | Sir Halley Stewart Field                                | 3,500    |
| Bản mẫu:Fb team Stocksbridge Park Steels | Look Local Stadium                                      | 3,500    |
| Bản mẫu:Fb team Goole                    | Victoria Pleasure Grounds                               | 3,000    |
| Bản mẫu:Fb team Tividale                 | The Beaches                                             | 3,000    |
| Bản mẫu:Fb team Gresley                  | The Moat Ground                                         | 2,400    |
| Bản mẫu:Fb team Chasetown                | The Scholars Ground                                     | 2,000    |
| Bản mẫu:Fb team Coalville Town           | Owen Street Sports Ground                               | 2,000    |
| Bản mẫu:Fb team Kidsgrove Athletic       | The Seddon Stadium                                      | 2,000    |
| Bản mẫu:Fb team Lincoln United           | Ashby Avenue                                            | 2,200    |
| Bản mẫu:Fb team Rainworth Miners Welfare | Welfare Ground                                          | 2,000    |
| Bản mẫu:Fb team Romulus                  | The Central Ground (Sutton Coldfield Town ground share) | 2,000    |
| Bản mẫu:Fb team Sheffield                | Coach and Horses Ground                                 | 2,000    |
| Bản mẫu:Fb team Sutton Coldfield Town    | The Central Ground                                      | 2,000    |
| Bản mẫu:Fb team Carlton Town             | Bill Stokeld Stadium                                    | 1,500    |
| Bản mẫu:Fb team Loughborough Dynamo      | Nanpantan Sports Ground                                 | 1,500    |
| Bản mẫu:Fb team Mickleover Sports        | Raygar Stadium                                          | 1,500    |
| Bản mẫu:Fb team Norton United            | Norton Cricket Club & Miners Welfare Institute          | 1,500    |
| Bản mẫu:Fb team Market Drayton Town      | Greenfields Sports Ground                               | 1,000    |

## Challenge Cup
Northern Premier League Challenge Cup 2014–15 là mùa giải thứ 45 của giải Northern Premier League Challenge Cup, sự cạnh tranh chính dành cho các đội ở Northern Premier League. Nó sẽ được tài trợ bởi Doodson Sport cho một mùa giải thứ tư liên tiếp. 68 câu lạc bộ ở nước Anh sẽ bước vào tranh tài, bắt đầu với vòng sơ loại vào ngày 1 tháng 9 và tất cả các trận đấu sẽ kết thúc sau 90 phút và nếu hòa thì tiến hành đá luân lưu 11m.
Đương kim vô địch A.F.C. Fylde,đội bóng đã đánh bại Skelmersdale United với tỷ số 1–0 trong trận chung kết năm 2014. A.F.C. Fylde sẽ không thể bảo vệ thành công chức vô địch do giành thắng lợi trận play–off để thăng hạng lên Conference North.

### Bảng lịch
| Vòng         | Các Câu lạc bộ còn lại | Các Câu lạc bộ tham gia | Đội chiến thắng vòng trước | Đội mới vào Vòng này | Theo lịch trình ngày chơi                |
| ------------ | ---------------------- | ----------------------- | -------------------------- | -------------------- | ---------------------------------------- |
| Vòng sơ loại | 68                     | 8                       | 0                          | 8                    | 1 tháng 9,–11 tháng 11 năm 2014          |
| Vòng 1       | 64                     | 64                      | 4                          | 60                   | 10–25 tháng 11 năm 2014                  |
| Vòng 2       | 32                     | 32                      | 32                         | không                | 1 tháng 12 năm 2014 – 6 tháng 1 năm 2015 |
| Vòng 3       | 16                     | 16                      | 16                         | không                | 6–27 tháng 1 năm 2015                    |
| Vòng tứ kết  | 8                      | 8                       | 8                          | không                | 10–25 tháng 2 năm 2015                   |
| Vòng bán kết | 4                      | 4                       | 4                          | không                | 24 tháng 3–8 tháng 4 năm 2015            |
| Chung kết    | 2                      | 2                       | 2                          | không                | 30 tháng 4 năm 2015                      |

### Vòng sơ loại
Có 8 đội đến từ giải Northern Premier League Division One North hoặc Northern Premier League Division One South sẽ tranh tài ở vòng sơ loại. Lễ bóc thăm thi đấu diễn ra vào ngày 23 tháng 7 năm 2014.
| ngày 1 tháng 9 năm 2014 | New Mills | 0–1                                        | Northwich Victoria | New Mills, Derbyshire                        |  |
| 19:45                   |           | New Mills report Northwich Victoria report | Amis 68'           | Sân vận động: Church Lane Lượng khán giả: 68 |  |

| ngày 2 tháng 9 năm 2014 | Loughborough Dynamo                    | 4–2                                                        | Rainworth Miners Welfare | Loughborough, Leicestershire                             |  |
| 19:45                   | Wood 9' · Norris 22' · Watson 27', 54' | Loughborough Dynamo report Rainworth Miners Welfare report | Gill 28' · Hewitt 72'    | Sân vận động: Nanpantan Sports Ground Lượng khán giả: 49 |  |

| ngày 11 tháng 11 năm 2014                                                    | Norton United | 1–1 (5–6 p)                                                            | Tividale    | Smallthorne, Staffordshire                                                      |  |
| 19:45                                                                        | Baker 90'     | Tividale report                                                        | Edwards 55' | Sân vận động: Norton Cricket Club & Miners Welfare Institute Lượng khán giả: 54 |  |
|                                                                              |               | Loạt sút luân lưu                                                      |             |                                                                                 |  |
| Cropper · Beaumont · Sheldon · Smith · Lennon · Green · Bradbury · Hawthorne |               | Foster · Downing · Ashton · Penney · Smith · Paskin · Bellis · Winwood |             |                                                                                 |  |

| ngày 14 tháng 10 năm 2014 | Scarborough Athletic | 1–1 (3–1 p)       | Brigg Town     | Bridlington, East Riding of Yorkshire        |  |
| 19:45                     | Evans 90'            | Brigg Town report | Lightowler 62' | Sân vận động: Queensgate Lượng khán giả: 123 |  |

### Vòng 1
Các đội không thi đấu vòng sơ loại của giải Northern Premier League Division One North hoặc Northern Premier League Division One South cũng như các đội của giải Northern Premier League Premier Division, cùng với các đội thắng ở vòng sơ loại tranh tài ở vòng 1. Lễ bóc thăm diễn ra vào ngày 23 tháng 7 năm 2014.
| ngày 11 tháng 11 năm 2014 | Ashton United | 1–1 (4–5 p) | Salford City | Ashton-under-Lyne, Greater Manchester         |  |
| 19:45                     | Mukendi 79'   |             | Seddon 17'   | Sân vận động: Hurst Cross Lượng khán giả: 111 |  |

| ngày 11 tháng 11 năm 2014 | Belper Town                           | 3–1 | Grantham Town | Belper, Derbyshire                                    |  |
| 19:45                     | Holden 9' · Cotton 71' · Burbeary 75' |     | Meadows 25'   | Sân vận động: Christchurch Meadow Lượng khán giả: 116 |  |

| ngày 11 tháng 11 năm 2014 | Blyth Spartans | 0–2 | Frickley Athletic        | Blyth, Northumberland                        |  |
| 19:45                     |                |     | Thompson 15' · South 23' | Sân vận động: Croft Park Lượng khán giả: 248 |  |

| ngày 11 tháng 11 năm 2014 | Brighouse Town                 | 2–1 | Stocksbridge Park Steels | Brighouse, West Yorkshire                       |  |
| 19:45                     | Matthews 75' (ph.đ.) · Law 83' |     | Biggins 24'              | Sân vận động: St Giles' Road Lượng khán giả: 85 |  |

| ngày 11 tháng 11 năm 2014 | Carlton Town | 0–4 | Barwell                                    | Nottingham, Nottinghamshire                           |  |
| 19:45                     |              |     | Towers 8' · Nisevic 46', 68' · Charley 90' | Sân vận động: Bill Stokeld Stadium Lượng khán giả: 66 |  |

| ngày 11 tháng 11 năm 2014 | Coalville Town | 1–1 (4–3 p) | Stamford    | Coalville, Leicestershire                                  |  |
| 19:45                     | Kay 78'        |             | Bettles 54' | Sân vận động: Owen Street Sports Ground Lượng khán giả: 85 |  |

| ngày 12 tháng 11 năm 2014 | Darlington 1883                                   | 3–3 (1–3 p) | Whitby Town                                     | Bishop Auckland, County Durham                  |  |
| 19:45                     | Pennal 20' · Williams 28' (l.n.) · Stephenson 32' |             | Robinson 40' (ph.đ.) · Hopson 60' · Gardner 72' | Sân vận động: Heritage Park Lượng khán giả: 165 |  |

| ngày 11 tháng 11 năm 2014 | Droylsden                                                                    | 6–0 | Trafford | Droylsden, Greater Manchester                           |  |
| 19:45                     | Kilheeney 28' (ph.đ.) · Deegan 36' · Morning 45' · Moke 53', 82' · Brown 77' |     |          | Sân vận động: Butcher's Arms Ground Lượng khán giả: 114 |  |

| ngày 10 tháng 11 năm 2014 | Curzon Ashton | 0–0 (4–3 p) | F.C. United of Manchester | Ashton-under-Lyne, Greater Manchester              |  |
| 19:45                     |               |             |                           | Sân vận động: Tameside Stadium Lượng khán giả: 415 |  |

| ngày 11 tháng 11 năm 2014 | Gresley                                          | 4–2 | Loughborough Dynamo          | Church Gresley, Derbyshire                    |  |
| 19:45                     | Peel 43' · Harrison 49' · King 63' · Riddell 90' |     | Way 9' · Harrison 67' (l.n.) | Sân vận động: Moat Ground Lượng khán giả: 155 |  |

| ngày 24 tháng 11 năm 2014 | Harrogate Railway Athletic | 2–1 | Goole   | Harrogate, North Yorkshire                    |  |
| 19:45                     | Cartman 89', 90'           |     | Law 50' | Sân vận động: Station View Lượng khán giả: 57 |  |

| ngày 25 tháng 11 năm 2014 | Kendal Town | 0–2 | Marine                  | Kendal, Cumbria                                                      |  |
| 19:45                     |             |     | Codling 40' · Clair 85' | Sân vận động: The Northgate Vehicle Hire Stadium Lượng khán giả: 100 |  |

| ngày 11 tháng 11 năm 2014 | King's Lynn Town | 0–3 | Lincoln United                       | King's Lynn, Norfolk                        |  |
| 19:45                     |                  |     | Brooks 13' · Cotton 49' · Asplin 76' | Sân vận động: The Walks Lượng khán giả: 186 |  |

| ngày 18 tháng 11 năm 2014 | Lancaster City                                                    | 5–0 | Clitheroe | Lancaster, Lancashire                      |  |
| 19:45                     | Marshall 16' · Pearce 31' · Dodgson 38' · Winder 63' · Taylor 66' |     |           | Sân vận động: Giant Axe Lượng khán giả: 85 |  |

| ngày 11 tháng 11 năm 2014 | Market Drayton Town | 1–3 | Leek Town                                    | Market Drayton, Shropshire                                 |  |
| 19:45                     | Bramall 84'         |     | Grice 8' · Shotton 38' (ph.đ.) · Shelley 44' | Sân vận động: Greenfields Sports Ground Lượng khán giả: 65 |  |

| ngày 18 tháng 11 năm 2014 | Matlock Town | 0–1 | Ilkeston     | Matlock, Derbyshire                             |  |
| 19:45                     |              |     | Williams 10' | Sân vận động: Causeway Lane Lượng khán giả: 150 |  |

| ngày 11 tháng 11 năm 2014 | Mossley      | 1–5 | Northwich Victoria                                               | Mossley, Greater Manchester                |  |
| 19:45                     | Matthews 89' |     | Burnett 21', 90' · Abadaki 24' · Dixon 68' · Sherratt 8' (ph.đ.) | Sân vận động: Seel Park Lượng khán giả: 73 |  |

| ngày 11 tháng 11 năm 2014 | Nantwich Town                      | 2–3 | Stourbridge                          | Nantwich, Cheshire                                   |  |
| 19:45                     | Winslade 48' · Richards 49' (l.n.) |     | Bowerman 3', 80' · Ramsey-Dickson 9' | Sân vận động: The Weaver Stadium Lượng khán giả: 122 |  |

| ngày 11 tháng 11 năm 2014 | Newcastle Town             | 3–0 | Halesowen Town | Newcastle-under-Lyme, Staffordshire                  |  |
| 19:45                     | Gordon 5', 42' · Urwin 43' |     |                | Sân vận động: Lyme Valley Stadium Lượng khán giả: 71 |  |

| ngày 18 tháng 11 năm 2014 | Tividale | 0–2 | Stafford Rangers      | Tividale, West Midlands                      |  |
| 19:45                     |          |     | Dacres 47' · Cope 72' | Sân vận động: The Beeches Lượng khán giả: 58 |  |

| ngày 11 tháng 11 năm 2014 | Ossett Albion | 0–3 | Spennymoor Town                    | Ossett, West Yorkshire                                     |  |
| 19:45                     |               |     | Fisher 67' · Brown 88' · Sayer 90' | Sân vận động: Warehouse Systems Stadium Lượng khán giả: 97 |  |

| ngày 19 tháng 11 năm 2014 | Padiham  | 1–4 | Bamber Bridge                                   | Padiham, Lancashire                                               |  |
| 19:45                     | Byrom 4' |     | Marlow 2' · Pickup 51' · Waddecar 71' · Kay 84' | Sân vận động: Arbories Memorial Sports Ground Lượng khán giả: 129 |  |

| ngày 11 tháng 11 năm 2014 | Prescot Cables | 1–2 | Buxton                    | Prescot, Merseyside                           |  |
| 19:45                     | Edgar 90'      |     | Corner 31' · Williams 48' | Sân vận động: Valeria Park Lượng khán giả: 86 |  |

| ngày 18 tháng 11 năm 2014 | Radcliffe Borough | 0–3 | Warrington Town                                | Radcliffe, Greater Manchester                  |  |
| 19:45                     |                   |     | Metcalfe 19' (ph.đ.) · Mannix 32' · Foster 65' | Sân vận động: Stainton Park Lượng khán giả: 69 |  |

| ngày 25 tháng 11 năm 2014 | Ramsbottom United                                                       | 5–1 | Burscough | Ramsbottom, Greater Manchester                                         |  |
| 19:45                     | Piacentile 17' · Duff 27' (l.n.) · Howson 45' · Hulme 67' · Spencer 80' |     | Joyce 8'  | Sân vận động: The Harry Williams Riverside Stadium Lượng khán giả: 140 |  |

| ngày 11 tháng 11 năm 2014 | Romulus | 0–3 | Sutton Coldfield Town                  | Sutton Coldfield, West Midlands                     |  |
| 19:45                     |         |     | Taylor 6' · Kalonji 26' · Marshall 31' | Sân vận động: The Central Ground Lượng khán giả: 78 |  |

| ngày 18 tháng 11 năm 2014 | Rushall Olympic | 0–0 (3–2 p) | Chasetown | Rushall, West Midlands |  |
| 19:45                     |                 |             |           | Lượng khán giả: 114    |  |

| ngày 11 tháng 11 năm 2014 | Scarborough Athletic | 0–2 | Farsley                  | Bridlington, East Riding of Yorkshire        |  |
| 19:45                     |                      |     | Porritt 22' · Savory 29' | Sân vận động: Queensgate Lượng khán giả: 133 |  |

| ngày 11 tháng 11 năm 2014 | Sheffield                                                   | 5–3 | Ossett Town                    | Sheffield, South Yorkshire                               |  |
| 19:45                     | Stirrup 6' · Gregory 32' · Whittaker 38' · Purkiss 70', 77' |     | Patterson 16' · Smith 58', 80' | Sân vận động: Coach and Horses Ground Lượng khán giả: 77 |  |

| ngày 11 tháng 11 năm 2014 | Spalding United                          | 5–1 | Mickleover Sports | Spalding, Lincolnshire                                    |  |
| 19:45                     | Waumsley 50', 75', 90', 90' · Oliver 56' |     | Demidh 36'        | Sân vận động: Sir Halley Stewart Field Lượng khán giả: 94 |  |

| ngày 11 tháng 11 năm 2014 | Witton Albion                                   | 4–1 | Kidsgrove Athletic | Northwich, Cheshire                            |  |
| 19:45                     | Rainford 12' · Titchiner 69', 87' · Henders 83' |     | Booth 32'          | Sân vận động: Wincham Park Lượng khán giả: 124 |  |

| ngày 11 tháng 11 năm 2014 | Workington                            | 3–0 | Skelmersdale United | Workington, Cumbria                            |  |
| 19:45                     | Mwasile 9' · Tinnion 29' · Salmon 70' |     |                     | Sân vận động: Borough Park Lượng khán giả: 238 |  |

Source:

### Vòng 2
có 32 đội bóng giành chiến thắng ở vòng thứ nhất sẽ bước vào vòng thứ 2 được bóc thăm vào ngày 19 tháng 11 năm 2014. Các trận đấu ở vòng thứ hai diễn ra vào các ngày 2 và 3 tháng 12 năm 2014.
| ngày 16 tháng 12 năm 2014 | Barwell                          | 3–1                           | Gresley   | Barwell, Leicestershire                                            |  |
| 19:45                     | Nisevic 37', 79' · Tomkinson 90' | Barwell report Gresley report | Smyth 70' | Sân vận động: Kirkby Road Lượng khán giả: 79 Trọng tài: Neil Pratt |  |

| ngày 2 tháng 12 năm 2014 | Belper Town | 0–1                | Ilkeston     | Belper, Derbyshire                                                              |  |
| 19:45                    |             | Belper Town report | Williams 71' | Sân vận động: Christchurch Meadow Lượng khán giả: 171 Trọng tài: Dave Plowright |  |

| ngày 2 tháng 12 năm 2014                                 | Brighouse Town | 1–1 (4–5 p)                                                | Spennymoor Town | Brighouse, West Yorkshire                       |  |
| 19:45                                                    | Gay 89'        | Brighouse Town report                                      | Gibson 55'      | Sân vận động: St Giles' Road Lượng khán giả: 86 |  |
|                                                          |                | Loạt sút luân lưu                                          |                 |                                                 |  |
| Matthews · Scott · Hall · Boafo · Baldwin · Gay · Wilson |                | Dunlavey · Brown · Roberts · Brown · Ward · Gibson · Brown |                 |                                                 |  |

| ngày 2 tháng 12 năm 2014 | Droylsden | 0–1                            | Marine      | Droylsden, Greater Manchester                                                      |  |
| 19:45                    |           | Droylsden report Marine report | Conchie 27' | Sân vận động: Butcher's Arms Ground Lượng khán giả: 70 Trọng tài: Christopher Hope |  |

| ngày 2 tháng 12 năm 2014 | Farsley                     | 2–2 (4–3 p)                         | Curzon Ashton        | Farsley, West Yorkshire                        |  |
| 19:45                    | Hancock 74' · Priestley 82' | Farsley report Curzon Ashton report | Hunt 18' · Coley 60' | Sân vận động: Throstle Nest Lượng khán giả: 74 |  |
|                          |                             | Loạt sút luân lưu                   |                      |                                                |  |
| · Priestley · Harris     |                             | · Thornton ·                        |                      |                                                |  |

| ngày 1 tháng 12 năm 2014 | Harrogate Railway Athletic                                                 | 7–1                      | Frickley Athletic | Harrogate, North Yorkshire                    |  |
| 19:45                    | Ible 34' (l.n.) · Baker 35' · Farquharson 43', 59', 63', 69' · Cartman 72' | Frickley Athletic report | Johnson 80'       | Sân vận động: Station View Lượng khán giả: 79 |  |

| ngày 2 tháng 12 năm 2014 | Lancaster City                                    | 4–2                   | Witton Albion                  | Lancaster, Lancashire                      |  |
| 19:45                    | Winder 48', 76' (ph.đ.) · Akrigg 82' · Taylor 89' | Lancaster City report | Read 13' · Henders 50' (ph.đ.) | Sân vận động: Giant Axe Lượng khán giả: 79 |  |

| ngày 2 tháng 12 năm 2014 | Lincoln United  | 2–1                                 | Buxton    | Lincoln, Lincolnshire                         |  |
| 19:45                    | Cotton 35', 43' | Lincoln United report Buxton report | Niven 34' | Sân vận động: Ashby Avenue Lượng khán giả: 57 |  |

| ngày 2 tháng 12 năm 2014 | Newcastle Town | 1–1 (3–4 p)           | Sutton Coldfield Town | Newcastle-under-Lyme, Staffordshire                  |  |
| 19:45                    | Munoz 54'      | Newcastle Town report | Boothe 75'            | Sân vận động: Lyme Valley Stadium Lượng khán giả: 57 |  |
|                          |                | Loạt sút luân lưu     |                       |                                                      |  |
| · Askey · Dickin         |                | Nadat ·               |                       |                                                      |  |

| ngày 2 tháng 12 năm 2014 | Northwich Victoria         | 2–1 | Bamber Bridge | Flixton, Greater Manchester                  |  |
| 19:45                    | Burnett 28' · Sherratt 36' |     | McKenna 76'   | Sân vận động: Valley Road Lượng khán giả: 75 |  |

| ngày 2 tháng 12 năm 2014 | Salford City | 1–3 | Ramsbottom United            | Salford, Greater Manchester                 |  |
| 19:45                    | Webber 24'   |     | Hulme 11' · Spencer 65', 90' | Sân vận động: Moor Lane Lượng khán giả: 189 |  |

| ngày 2 tháng 12 năm 2014 | Spalding United                                                | 5–1 | Coalville Town | Spalding, Lincolnshire                                    |  |
| 19:45                    | Tidswell 2', 7' · Hempenstall 22' · Nuttell 40' · Waumsley 80' |     | Brooks 84'     | Sân vận động: Sir Halley Stewart Field Lượng khán giả: 90 |  |

| ngày 6 tháng 1 năm 2014 | Stafford Rangers | 2–2 (5–6 p) | Rushall Olympic         | Stafford, Staffordshire                        |  |
| 19:45                   | Curtis 71', 89'  |             | Mugisha 34' · Heath 88' | Sân vận động: Marston Road Lượng khán giả: 192 |  |

| ngày 2 tháng 12 năm 2014 | Stourbridge       | 1–1 (2–4 p) | Leek Town   | Stourbridge, West Midlands                                     |  |
| 19:45                    | Morgan-Parker 47' |             | Shotton 90' | Sân vận động: War Memorial Athletic Ground Lượng khán giả: 146 |  |

| ngày 2 tháng 12 năm 2014 | Workington     | 2–3                                      | Warrington Town             | Workington, Cumbria                            |  |
| 19:45                    | Newby 41', 43' | Workington report Warrington Town report | Colbeck 4', 33' · Ruane 61' | Sân vận động: Borough Park Lượng khán giả: 237 |  |

| ngày 3 tháng 12 năm 2014 | Whitby Town | 1–4                                 | Sheffield                                    | Whitby, North Yorkshire                           |  |
| 19:45                    | Mason 73'   | Whitby Town report Sheffield report | Longstaff 5', 20' · Walker 11' · Purkiss 90' | Sân vận động: Turnbull Ground Lượng khán giả: 141 |  |

Source:

### Vòng 3
Có 16 đội bóng giành chiến thắng ở vòng 2 và được vào vòng 3 được bóc thăm vào ngày 4 tháng 12 năm 2014. Các trận ở vòng ba thi đấu vào các ngày 12 và 20 tháng 1 năm 2015.
| ngày 13 tháng 1 năm 2015 | Farsley                                          | 4–2                             | Sheffield                 | Farsley, West Yorkshire                        |  |
| 19:45                    | Priestley 48', 90' · Grant 60' · Nightingale 62' | Farsley report Sheffield report | Walker 10' · Hadfield 33' | Sân vận động: Throstle Nest Lượng khán giả: 83 |  |

| ngày 26 tháng 1 năm 2015 | Harrogate Railway Athletic                             | 5–1                    | Spennymoor Town | Harrogate, North Yorkshire                    |  |
| 19:45                    | Martin 6', 10', 18' (ph.đ.) · Youhill 41' · Hickey 83' | Spennymoor Town report | Brown 71'       | Sân vận động: Station View Lượng khán giả: 84 |  |

| ngày 6 tháng 1 năm 2015 | Ilkeston                  | 2–1                                   | Lincoln United | Ilkeston, Derbyshire                               |  |
| 19:45                   | Williams 69' · Morgan 87' | Ilkeston report Lincoln United report | Jacklin 70'    | Sân vận động: New Manor Ground Lượng khán giả: 109 |  |

| ngày 13 tháng 1 năm 2015 | Lancaster City           | 2–1                                 | Marine             | Lancaster, Lancashire                                                  |  |
| 19:45                    | Pearce 42' · Kilifin 59' | Lancaster City report Marine report | Wearing 44' (l.n.) | Sân vận động: Giant Axe Lượng khán giả: 100 Trọng tài: David Underwood |  |

| ngày 27 tháng 1 năm 2015 | Ramsbottom United                     | 3–1                                                | Northwich Victoria | Ramsbottom, Greater Manchester                                         |  |
| 19:45                    | Brooks 15' · Bennett 62' · Slaven 90' | Ramsbottom United report Northwich Victoria report | Abadaki 9'         | Sân vận động: The Harry Williams Riverside Stadium Lượng khán giả: 158 |  |

| ngày 6 tháng 1 năm 2015 | Spalding United                              | 4–1                                   | Barwell     | Spalding, Lincolnshire                                    |  |
| 19:45                   | Tidswell 17', 87' · Griffiths 24' · Webb 89' | Spalding United report Barwell report | Hadland 64' | Sân vận động: Sir Halley Stewart Field Lượng khán giả: 64 |  |

| ngày 13 tháng 1 năm 2015 | Rushall Olympic | 0–3                                           | Warrington Town                              | Rushall, West Midlands                       |  |
| 19:45                    |                 | Rushall Olympic report Warrington Town report | McCarten 17' · Duggan 30' (l.n.) · Burke 55' | Sân vận động: Dales Lane Lượng khán giả: 101 |  |

| ngày 13 tháng 1 năm 2015 | Sutton Coldfield Town | 0–3                                           | Leek Town                               | Sutton Coldfield, West Midlands                     |  |
| 19:45                    |                       | Sutton Coldfield Town report Leek Town report | Shelley 20' · Shotton 75' · Johnson 77' | Sân vận động: The Central Ground Lượng khán giả: 54 |  |

Source:

### Vòng tứ kết
Tám đội bóng giành chiến thắng ở vòng 3 được vào vòng tứ kết được bóc thăm vào ngày 20 tháng 1 năm 2015. Các trận đấu được diễn ra vào các ngày 17 và 25 của tháng 2.
| ngày 17 tháng 2 năm 2015 | Farsley                                   | 3–0            | Lancaster City | Farsley, West Yorkshire                         |  |
| 19:45                    | Porritt 47' · O'Brien 53' · Tonkinson 70' | Farsley report |                | Sân vận động: Throstle Nest Lượng khán giả: 112 |  |

| ngày 17 tháng 2 năm 2015 | Ilkeston              | 2–2 (5–4 p)                                            | Spalding United           | Ilkeston, Derbyshire                               |  |
| 19:45                    | Reid 45' · Wright 63' | Spalding United report                                 | Leary 16' · Griffiths 48' | Sân vận động: New Manor Ground Lượng khán giả: 120 |  |
|                          |                       | Loạt sút luân lưu                                      |                           |                                                    |  |
| · Wright                 |                       | J. Thurlbourne · Leary · Hall · Hodge · L. Thurlbourne |                           |                                                    |  |

| ngày 25 tháng 2 năm 2015 | Leek Town | 0–1                                     | Warrington Town | Leek, Staffordshire                             |  |
| 19:45                    |           | Leek Town report Warrington Town report | Metcalfe 78'    | Sân vận động: Harrison Park Lượng khán giả: 111 |  |

| ngày 10 tháng 2 năm 2015 | Ramsbottom United                              | 3–1                      | Harrogate Railway Athletic | Ramsbottom, Greater Manchester                                         |  |
| 19:45                    | McDermott 29' · Pugh 35' (ph.đ.) · Hartley 90' | Ramsbottom United report | Yates 38'                  | Sân vận động: The Harry Williams Riverside Stadium Lượng khán giả: 131 |  |

Source:

### Vòng bán kết
Bốn đội bóng giành chiến thắng ở vòng tứ kết bước vào tranh tài tại vòng bán kết. Các trận bán kết diễn ra vào ngày 24 tháng 3 và ngày 8 tháng 4 năm 2015.
| ngày 24 tháng 3 năm 2015 | Warrington Town                 | 3–0                                    | Ilkeston | Warrington, Cheshire                              |  |
| 19:45                    | Metcalfe 17', 27' · Wharton 35' | Warrington Town report Ilkeston report |          | Sân vận động: Cantilever Park Lượng khán giả: 356 |  |

| ngày 8 tháng 4 năm 2015 | Ramsbottom United | 1–2                                     | Farsley                 | Ramsbottom, Greater Manchester                                         |  |
| 19:45                   | Abadaki 32'       | Ramsbottom United report Farsley report | Grant 15' · O'Brien 52' | Sân vận động: The Harry Williams Riverside Stadium Lượng khán giả: 189 |  |

Source:

### Chung kết
Trận chung kết Challenge Cup được chơi trên sân Edgeley Park, sân nhà của đội bóng Stockport County. Đây là lần đầu tiên góp mặt của Farsley còn là lần thứ hai xuất hiện trong trận chung kết của Warrington Town (họ tiến vào chung kết trong năm 1993 nhưng đã bị đánh bại bởi Winsford United). Đây là trận chung kết đầu tiên mà cả hai đội đều đến từ các đơn vị thấp hơn.
| Farsley                                       | 0–0                                   | Warrington Town                     |
| --------------------------------------------- | ------------------------------------- | ----------------------------------- |
|                                               | Farsley report Warrington Town report |                                     |
| Loạt sút luân lưu                             |                                       |                                     |
| Harris · Welsh · O'Brien · Priestley · Savory | 2–3                                   | Burke · Wharton · Metcalfe · Gahgan |

Source: